# 埃尔斯特海德
埃尔斯特海德（德語：Elsterheide）是德国萨克森州的市镇，隶属于包岑县。总面积为127.52平方千米，截至2023年12月31日总人口为3,402人。